# 大場信義
大場 信義（おおば のぶよし、1945年 - 2020年1月31日）は、日本の生物学者。理学博士。
ホタルを主とした生物の発光行動の研究や水辺の環境保全活動などを行い、ホタル博士として知られた。
大場蛍研究所所長、横須賀市長井海の手公園ソレイユの丘ホタル館顧問、中国科学院昆明動物研究所客員教授、横須賀市自然・人文博物館研究員、独立行政法人産業技術総合研究所客員研究員、全国ホタル研究会名誉会長などを務めた。

## 経歴
1945年、神奈川県鎌倉市に生まれる。東京理科大学理学部に入学し分子生物学を学んだ。大学卒業後は東レ株式会社基礎研究所に入り、そこで横須賀市博物館の館長をしていた羽根田弥太を紹介され、週末は博物館に通いホタルの研究をするようになる。その後、横須賀市公立中学校教諭を経て、1975年より横須賀市博物館の学芸員となる。1983年、京都大学で日高敏隆の指導のもと理学の博士号を取得。1986年にイリオモテボタルを発見、1994年に新種として記載された。
1995年から2000年まで全国ホタル研究会の会長を務め、その後は亡くなるまで名誉会長を務めた。1997年には『森の新聞４ホタルの里』（フレーベル館、1996年刊）で第44回産経児童出版文化賞の理想教育財団賞を受賞。2006年3月に横須賀市自然・人文博物館を定年退職。2011年にはソレイユの丘ホタル館で火災がおき多くの研究資料を焼失する。2020年1月31日死去。

## 著書・編書
- 『ホタルの観察と飼育』中根猛彦との共著、ニュー・サイエンス社〈グリーンブックス 73〉、1981年、ISBN 4821600730
- 『動物-その適応戦略と社会 16 ホタルのコミュニケーション』東海大学出版会、1986年、ISBN 4486009029
- 『日本の昆虫 12 ゲンジボタル』文一総合出版、1988年、ISBN 4829931760
- 『図解 親子で楽しむ ホタルの飼い方と観察』ハート出版〈おもしろ選書 5〉、1993年、ISBN 489295022X
  - 『図解 親子で楽しむ ホタルの飼い方と観察 増補』ハート出版〈おもしろ選書 5〉、2000年、ISBN 4892951609
- 『森の新聞 4 ホタルの里』フレーベル館、1996年、ISBN 4577016591
- 『図解 親子で楽しむ ホタルが先生 ぼくらの環境学校』ハート出版〈おもしろ選書 15〉、1997年、ISBN 4892950955
- 『ホタル関連文献目録』遊磨正秀 大場信義 後藤好正 川島逸郎 鈴木浩文 小坂育子 編、全国ホタル研究会、2000年、全国書誌番号:22947460
- 『ホタルの木』どうぶつ社、2003年、ISBN 4886223214
- 『ホタル点滅の不思議 : 地球の奇跡』大場信義 編著・写真、横須賀市自然・人文博物館〈特別展示解説書 7〉、2004年、全国書誌番号:20660658
- 『だれでもできるホタル復活大作戦 : ぼくらの町にホタルがもどってきた』編著、合同出版、2004年、ISBN 4772603166
- 『ホタルの不思議』どうぶつ社、2009年、ISBN 4886223427
- 『田んぼの生きものたち ホタル』農山漁村文化協会、2010年、ISBN 4540082345
- 『図解 こころも育つ ホタルの飼い方と観察』ハート出版、2012年、ISBN 978-4892959059
- 『いのちのかんさつ 6 ホタル』中山れいこ著、アトリエモレリ制作、大場信義監修、少年写真新聞社、2013年、ISBN 978-4879814708